# Sylvia Plischke
Sylvia Plischke (Plzeň, 20 luglio 1977) è un'ex tennista austriaca.

## Carriera
In carriera ha vinto un titolo di doppio, il Commonwealth Bank Tennis Classic nel 2000, in coppia con la slovacca Henrieta Nagyová. Nei tornei del Grande Slam ha ottenuto il suo miglior risultato raggiungendo i quarti di finale nel singolare all'Open di Francia nel 1999.
In Fed Cup ha giocato un totale di 11 partite, ottenendo 5 vittorie e 6 sconfitte.

## Statistiche

### Doppio

#### Vittorie (1)
| Numero | Anno             | Torneo                                         | Superficie | Compagna         | Avversarie in finale     | Punteggio |
| 1.     | 12 novembre 2000 | Commonwealth Bank Tennis Classic, Kuala Lumpur | Cemento    | Henrieta Nagyová | Liezel Horn Vanessa Webb | 6-4, 7-6  |

### Risultati in progressione
| Sigla | Risultato               |
| ----- | ----------------------- |
| V     | Vincitore               |
| F     | Finalista               |
| SF    | Semifinalista           |
| O     | Oro olimpico            |
| A     | Argento olimpico        |
| SF    | Bronzo olimpico         |
| QF    | Quarti di Finale        |
| 4T    | Quarto turno            |
| 3T    | Terzo turno             |
| 2T    | Secondo turno           |
| 1T    | Primo turno             |
| RR    | Round Robin             |
| LQ    | Turno di qualificazione |
| A     | Assente                 |
| ND    | Non disputato           |

| Legenda superfici    |
| -------------------- |
| Cemento              |
| Terra battuta        |
| Erba                 |
| Superficie variabile |

#### Singolare nei tornei del Grande Slam
| Torneo          | 1998 | 1999 | 2000 | 2001 | 2002 |
| --------------- | ---- | ---- | ---- | ---- | ---- |
| Australian Open | 2T   | 3T   | 2T   | 1T   | A    |
| Open di Francia | 2T   | QF   | 3T   | 2T   | A    |
| Wimbledon       | 3T   | 2T   | 1T   | 2T   | A    |
| US Open         | 2T   | 2T   | 2T   | A    | A    |

#### Doppio nei tornei del Grande Slam
| Torneo          | 1998 | 1999 | 2000 | 2001 | 2002 |
| --------------- | ---- | ---- | ---- | ---- | ---- |
| Australian Open | A    | A    | A    | 1T   | A    |
| Open di Francia | A    | A    | A    | 2T   | A    |
| Wimbledon       | A    | A    | A    | 1T   | A    |
| US Open         | A    | A    | A    | 1T   | A    |

#### Doppio misto nei tornei del Grande Slam
| Torneo          | 1998 | 1999 | 2000 | 2001 | 2002 |
| --------------- | ---- | ---- | ---- | ---- | ---- |
| Australian Open | A    | A    | A    | A    | A    |
| Open di Francia | A    | A    | A    | A    | A    |
| Wimbledon       | A    | A    | A    | 1T   | A    |
| US Open         | A    | A    | A    | A    | A    |

## Vittorie contro giocatrici Top 10
| Stagione | 1998 | 1999 | Totale |
| Vittorie | 1    | 2    | 3      |

| #    | Giocatrice              | Ranking | Evento                        | Superficie  | Turno | Punteggio   | Rank. SPR |
| ---- | ----------------------- | ------- | ----------------------------- | ----------- | ----- | ----------- | --------- |
| 1998 |                         |         |                               |             |       |             |           |
| 1.   | Irina Spîrlea           | 9       | Open di Francia, Parigi       | Terra rossa | 1T    | 6-2, 6-4    | 88        |
| 1999 |                         |         |                               |             |       |             |           |
| 2.   | Arantxa Sánchez Vicario | 7       | Internazionali d'Italia, Roma | Terra rossa | 3T    | 6-4, 6-1    | 38        |
| 3.   | Jana Novotná            | 4       | Open di Francia, Parigi       | Terra rossa | 4T    | 6-3, 7-6(5) | 34        |